# The Mosaic Law
The Mosaic Law  è un cortometraggio muto del 1913 prodotto e diretto da Thomas H. Ince che ha come interpreti Robert Edeson, Anna Little, Ethel Grandin, Charles K. French, Hazel Buckham; nel cast appare anche il nome di Jack Conway che, in seguito, sarebbe diventato un popolare regista hollywoodiano.

## Produzione
Il film fu prodotto dalla Kay-Bee Pictures.

## Distribuzione
Distribuito dalla Mutual Film, il film - un cortometraggio in due bobine - uscì nelle sale cinematografiche statunitensi il 24 gennaio 1913.